# Moschea di Bab Jazira
La moschea di Bab Jazira (anche nota come moschea di El Jenaïz) si trova a Tunisi, in Tunisia.

## Ubicazione
La moschea si trova nel quartiere di Sidi Bashir, in piazza Al Jazira.

## Storia
Venne costruita nel 1710 dallo Sheikh Yahia Esslimani. I minareti sono stati ristrutturati nel 1907.